# Kalibangan
Kalibangan (hindi : काली बंगा) est un site archéologique d'Inde appartenant à la civilisation de l'Indus. Il est situé sur la rive gauche (sud) du Ghaggar (identifié par certains spécialistes comme le fleuve disparu Sarasvati,), dans le district de Hanumangarh (municipalité de Pilibangān) dans l'État du Rajasthan, à 205 km de Bikaner. Il a été établi que son emplacement correspond au confluent des rivières Sarasvati et Drishadvathi.

Plan du site de Kalibangan.

C'est là que l'indianiste Luigi Tessitori (1887-1919) a d'abord identifié le caractère préhistorique et pré-maurya de la civilisation de l'Indus.
Le rapport des fouilles de Kalibangan a été publié dans son entièreté en 2003 par l'Archaeological Survey of India, 34 ans après la fin de celles-ci. Ce rapport conclut que Kalibangan était une capitale provinciale majeure de la civilisation de l'Indus. Kalibangan se démarque par ses autels du feu et son « plus ancien champ cultivé attesté ».